# Batalla de la bahía de Milne
La Batalla de la bahía de Milne (25 de agosto - 7 de septiembre de 1942), también conocida como Operación RE o Batalla de Rabi (ラビの戦い) por los japoneses, fue una batalla de la campaña del Pacífico de la Segunda Guerra Mundial . Las tropas de infantería naval japonesa, conocidas como Kaigun Tokubetsu Rikusentai (Fuerzas Navales Especiales Japonesas), con dos pequeños tanques atacaron los aeródromos aliados en la bahía de Milne que se habían establecido en el extremo oriental de Nueva Guinea. Debido a un mal trabajo de inteligencia, los japoneses calcularon mal el tamaño de la guarnición predominantemente australiana y creyendo que los aeródromos solo eran defendidos por dos o tres compañías, inicialmente desembarcó una fuerza equivalente en tamaño a un batallón, el 25 de agosto de 1942. Los Aliados, advertidos por la inteligencia de Ultra, habían reforzado fuertemente la guarnición.
A pesar de sufrir un retroceso significativo desde el principio, cuando parte de su pequeña fuerza de invasión tuvo su nave de desembarco destruida por aviones aliados mientras intentaban aterrizar en la costa detrás de los defensores australianos, los japoneses rápidamente empujaron hacia el interior y comenzaron su avance hacia los aeródromos. Se siguieron intensos combates cuando se encontraron con las tropas de la Milicia Australiana que formaron la primera línea de defensa. Estas tropas fueron constantemente empujadas hacia atrás, pero los australianos presentaron unidades veteranas de la Segunda Fuerza Imperial Australiana que los japoneses no esperaban. La superioridad aérea aliada ayudó a inclinar la balanza, proporcionando un apoyo cercano a las tropas en combate y apuntando a la logística japonesa. Al encontrarse muy superados en número, carentes de suministros y sufriendo fuertes bajas, los japoneses retiraron sus fuerzas, con combates llegando a su fin el 7 de septiembre de 1942.
La batalla es a menudo descrita como la primera gran batalla de la guerra en el Pacífico en la que las tropas aliadas derrotaron  a las fuerzas terrestres japonesas. Aunque las fuerzas terrestres japonesas habían experimentado reveses locales en otras partes del Pacífico al principio de la guerra, a diferencia de Milne Bay, estas acciones anteriores no los habían obligado a retirarse por completo y abandonar su objetivo estratégico. Tampoco tuvieron un impacto tan profundo sobre los pensamientos y percepciones de los aliados hacia los japoneses, y sus perspectivas de victoria. Milne Bay mostró los límites de la capacidad japonesa para expandirse utilizando fuerzas relativamente pequeñas frente a las concentraciones de tropas aliadas cada vez más grandes y el dominio del aire. Como resultado de la batalla, se elevó la moral aliada y Milne Bay se convirtió en una importante base aliada,

## Trasfondo

### Geografía
Bahía de Milne es una bahía protegida de 250 km² en el extremo oriental del Territorio de Papúa (ahora parte de Papúa Nueva Guinea). Tiene 35 km de largo y 16 km de ancho, y es lo suficientemente profundo como para que los barcos grandes entren. La zona costera es plana con buenos accesos aéreos, y por lo tanto adecuada para pistas de aterrizaje, aunque está intercalada por muchos afluentes de ríos y pantanos de manglares. Debido a las tierras pantanosas y las altas precipitaciones, alrededor de 5.100 mm) por año, la zona es propensa a la malaria y las inundaciones Después de las inundaciones, las llanuras costeras se convierten en "prácticamente intransitable caminos de barro glutinoso"  y el suelo no es adecuado para el desarrollo. La bahía está delimitada hacia el norte y el sur por las cordilleras de Stirling, que en los puntos se elevan a 910-1.520 y están cubiertas de hierba Kunai y densos matorrales. El área principal de terreno firme adecuado para la construcción y el desarrollo se encuentra directamente en la cabecera de la bahía. En 1942 esta zona fue ocupada por plantaciones de aceite de palma, cocos y cacao así como una serie de embarcaderos y aldeas, conectados por lo que fue descrito por el mayor Sydney Elliott-Smith de la Unidad Administrativa Australiana de Nueva Guinea (ANGAU) como un "sistema modesto de carreteras"  que era, en realidad, sólo una pista de tierra de 10-12 metros (33-39 pies) de ancho. La zona estaba escasamente poblada, aunque había una serie de aldeas a lo largo de la pista. Ahioma estaba situado en el este más lejano, y junto con Gili Gili en el oeste, limitaba a Lilihoa, Waga Waga, Goroni, Misión KB, Rabi y Kilarbo.

## Antecedentes
Dieciocho días antes de que la batalla de la bahía de Milne tuviera lugar, los estadounidenses habían comenzado la ofensiva contra los japoneses en el Pacífico, desembarcando en Guadalcanal (islas Salomón) e infligiendo a los japoneses una derrota decisiva en la batalla de Tenaru. Como consecuencia de ello, los japoneses querían tener una nueva base importante con un aeródromo en el sur de Nueva Guinea, ubicada estratégicamente al norte de Australia.
Una unidad especial de élite de la Armada Imperial Japonesa, la Kaigun Rikusentai (Fuerzas Navales Especiales Japonesas), bajo el mando de Minoro Yanu, fue seleccionada por el alto mando japonés para atacar y tomar por asalto a la base australiano-estadounidense en la bahía de Milne. Esta fuerza especial estaba compuesta de unos 1.800 infantes de marina y dos tanques ligeros Tipo 95 Ha-Go, reforzados por 400 soldados del Ejército Imperial Japonés. La fuerza australiana estaba compuesta por la 18.ª y 7.ª Brigada de Infantería, pertenecientes a la Milne Fuerza del Ejército Australiano, bajo el mando del General Cyril Clowes.

## Inicio de la batalla

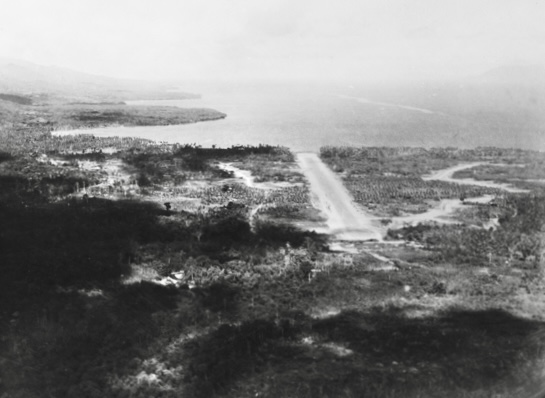
Vista de la Franja Nº 3 en Milne Bay, Nueva Guinea, con Stephen's Ridge en primer plano.

La batalla de la bahía de Milne se inició a las 23:30 horas del 25 de agosto de 1942 cuando la fuerza de choque japonesa desembarcó en un sector de playa de la bahía. Al amanecer del día 26 los japoneses habían penetrado varios kilómetros y tomado posición para atacar. Sin embargo, alertados de la invasión enemiga, bombarderos B-17 y B-25 que despegaron de la base aérea de Milne atacaron las posiciones japonesas, matando un número importante de tropas enemigas y destruyendo parte del suministro.
Un contraataque por parte del 61.er Batallón, perteneciente a la 7.ª Brigada, hizo retroceder 2 km a los japoneses. Sin embargo estos resistieron y el 61.er Batallón tuvo que retirarse hacia el río Gama. Luego los japoneses se separaron y los combates se multiplicaron y recrudecieron en varios puntos. La batalla de la bahía de Milne fue muy feroz. Ambos bandos sufrieron muchas bajas. Finalmente, el día 5 de septiembre, ante la imposibilidad de tomar la base aliada, el Alto Mando japonés ordenó la retirada, la cual se completó el 7 de septiembre de 1942. De los 1.800 infantes de marina japoneses, murieron 680.